# Pteronotropis signipinnis
Pteronotropis signipinnis är en fiskart som först beskrevs av Bailey och Royal D. Suttkus 1952.  Pteronotropis signipinnis ingår i släktet Pteronotropis och familjen karpfiskar. Inga underarter finns listade i Catalogue of Life.